# (500325) 2012 SQ
(500325) 2012 SQ es un asteroide perteneciente a asteroides que cruzan la órbita de Marte, descubierto el 13 de septiembre de 2007 por el equipo del Catalina Sky Survey desde el Catalina Sky Survey, Arizona, Estados Unidos.

## Designación y nombre
Designado provisionalmente como 2012 SQ.

## Características orbitales
2012 SQ está situado a una distancia media del Sol de 1,823 ua, pudiendo alejarse hasta 2,205 ua y acercarse hasta 1,441 ua. Su excentricidad es 0,209 y la inclinación orbital 29,32 grados. Emplea 899,363 días en completar una órbita alrededor del Sol.

## Características físicas
La magnitud absoluta de 2012 SQ es 18,5.